# Nesoryzomys fernandinae
Nesoryzomys fernandinae és una espècie de mamífer rosegador de la família dels cricètids. És endèmic de les illes Galápagos (Equador), on viu a altituds de fins a 1.300 msnm. Es tracta d'un animal nocturn. Ocupa una gran varietat d'hàbitats, tot i que prefereix les zones de vegetació espessa. Està amenaçat per les rates negres i els ratolins comuns introduïts a l'arxipèlag.